# Єздигерд II
Єздигерд II — цар царів (шахиншах) Ірану, правив у 438/439-457. З династії Сасанідів. Син Бахрама V.

## Релігійна політика
Єздигерд II ще неприязіше ставився до іновірців, ніж його батько Бахрам V. Розповідають, що Єздигерд влаштовував диспути для ознайомлення з відомими тоді конфесіями, але це тільки зміцнило його бажання зробити зороастризм єдиною релігією Ірану. Читав він і Євангеліє, але написане в ньому оголосив брехнею і став утискати християн. Тому вірменський історик того часу Єгіше писав про Єздигерда II з ненавистю: «У ньому диявол знайшов собі поплічника і вилив [в нього] накопичену отруту і наповнив його, як сагайдак, отруєними стрілами. І став він шаленіти в своїй нечестивості, виповнився чванства і, буйствуючи, розсилав буревій на всі чотири сторони світу. І представляв нас, віруючих у Христа, як своїх ворогів і супротивників, та, утискаючи, страшив своїм бунтівним характером».

## Повстання у Вірменії

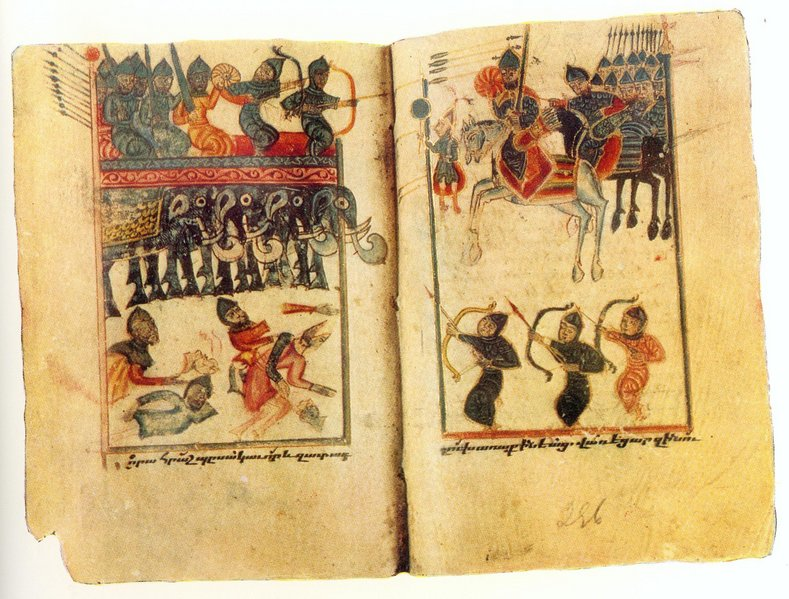
Аварайрська битва, мініатюра XV століття

Найбільш значним досягненням шаха в його намаганнях знищити християнство стала спроба змусити Вірменію прийняти зороастризм. Для цього Єздигерд з самого початку правління обрав політику економічного і адміністративного утиску християн. Він провів серед вірмен перепис і збільшив для них податки, причому податі стала платити і церква, чого раніше не було. Він відправив кращі полки вірмен боротися далеко від рідних місць, на східні кордони. Потім шах зажадав від вірменських нахарарів прийняти зороастризм. Собор світської знаті і духівництва, що відбувся в Арташаті, царю відмовив. Той викликав і затримав у себе найбільш знатних нахарарів, вимагаючи від них здійснення зороастрійських обрядів, погрожуючи в іншому випадку відняти право володіти терутюнами (спадкове земельне володіння) і взагалі займати будь-які державні посади. Багато удавано змінили віру, але вірмени одностайно відкинули відступників, які повернулися додому: їх наказам підпорядковувалися воїни і слуги, від них відрікалися близькі. У підсумку ці та інші нахарари підняли повстання.
Приводом для відкритого конфлікту стала спроба відкрити храм Вогню в одному з вірменських міст. Надісланих мобедів вірмени перебили, і країна почала збирати ополчення і шукати союзників, насамперед звернувшись з проханням про допомогу до візантійського двору. Імператор Маркіян відмовився порушити мирний договір з Іраном, укладений його попередником  Феодосієм II, однак вірмени самі почали військові дії, захопили і зруйнували фортецю Дарбанд, яка звалася тоді Шахристан-Єздигерд. Єздигерд II, якому в розпал війни з кідаритами зовсім не хотілося починати і громадянську війну, пообіцяв пробачити заколотників, але вірмени не повірили шахові. Марзпан іранської Вірменії Васак Сюні (вірменин, який прийняв зороастризм) намагався не допустити розвитку конфлікту і всіляко перешкоджав поширенню вірменського повстання, але його політика не врятувала становище. На придушення заколоту шах направив війська на чолі зі знаменитим Міхр-Нарсе. 26 травня 451 року біля села Аварайр сталася кривава битва між вірменами й іранцями. Втрати сторін були величезні. Глава повсталих танутер Вардан Маміконян упав на полі битви, але результат битви виявився сумнівним. Зрештою вірмени були розбиті, проте право сповідувати християнство відстояли, хоча деяких нахарарів і ієреїв шах піддав страті і засланню. Васак Сюні зайняв Дарбанд, але в 452 році «гунські» племена, союзники повсталих, знову зруйнували укріплення.

## Зіткнення з Візантією

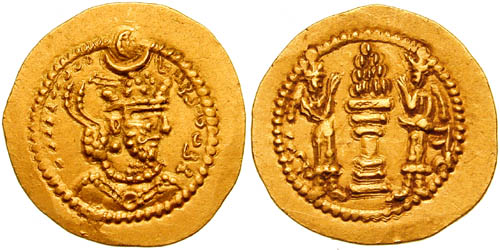
Монета Єздигерда II

Вірмени були не єдиним народом, постраждалим від войовничого шаха. Його царювання було відзначено ланцюгом безперервних військових конфліктів. Війну з Візантією Єздигерд II почав буквально незабаром після свого вступу на престол. Дії Єздигерда проти римлян і багато років по тому на Сході пам'ятали добре.
  "Бо дуже були йому милі ворожнеча і кровопролиття, тому він і не знаходив в душі спокою: "На кого б мені вилити гіркоту отрути? «Або: „ Куди б мені розіслати цю безліч стріл?“ І від крайнього безглуздя, накинувшись, як розлючений звір, на Грецьку країну (тобто Візантію), розгромив все до міста Мцбіна (Нусайбіна) і багато областей ромеїв розорив набігами, а всі церкви спалив. Зібрав велику здобич і полонених та навів жах на все військо країни.» 
Ймовірно, що причиною була відмова римлян платити данину іранцям. Незважаючи на лінію прикордонних фортифікаційних споруд, римляни були захоплені зненацька, і тільки найсильніша повінь не дала можливості іранцям проникнути вглиб Імперії. Імператор Феодосій II запросив миру. За умовами мирної угоди, укладеної в 441 або 442, сторони домовилися не зводити нових фортець на кордоні Візантійської імперії й Ірану, а римляни взяли на себе зобов'язання виплачувати іранцям гроші за охорону кавказьких проходів від варварів.

## Війни на східних кордонах
Починаючи приблизно з 442 Єздигерд майже до самої своєї смерті воював на сході з кідаритами, чергуючи довгі походи з неміцним перемир'я. Становище було настільки серйозним, що шах на цілих сім років покинув Ктесифон і перебрався в столицю Хорасану Мерв, ближче до театру військових дій. Незважаючи на всі зусилля, шах не зміг підкорити собі противника, і війни в основному звелися до пограбування чужої території. Загальний розвиток бойових дій для іранців був сприятливим, за винятком останнього періоду війни (453–454), в якій іранські війська несли великі втрати. Ситуація погіршувалася повстанням у Вірменії і шах був змушений, не замиривши схід, поспішати зі своєю армією в Закавказзя.
Користуючись важким становищем Ірану та відсутністю військ на заході, візантійці підпорядкували собі Лазику.
Правив ЄздигердІІ 18 років і 4 місяці. Після смерті шаха регентшею держави якийсь час була його вдова Денак.